# Paraguai nos Jogos Pan-Americanos de 2007
O Paraguai competiu nos Jogos Pan-Americanos de 2007 no Rio de Janeiro, no Brasil. 

## Medalhas

### Bronze
Futsal masculino
- Equipe

## Desempenho

### Futebol
Feminino
- Fase de grupos
  - Derrota para os USA Estados Unidos, 1-7
  - Derrota para o MEX México, 0-5
  - Empate com o PAN Panamá, 1-1
  - Derrota para a ARG Argentina, 2-5 → não avançou as semifinais

### Futsal
Masculino
- Fase de grupos
  - Vitória sobre CUB Cuba, 2-1
  - Vitória sobre a GUA Guatemala, 2-1
  - Derrota para o BRA Brasil, 0-2

- Semifinal
  - Derrota para a ARG Argentina, 3-4 nos pênaltis (1-1 no tempo normal)

- Disputa pelo 3º lugar
  - Vitória sobre a CRC Costa Rica, 6-5 →  Bronze

### Handebol
Feminino
- Fase de grupos
  - Derrota para a DOM República Dominicana, 30-33
  - Derrota para a ARG Argentina, 23-29
  - Vitória sobre PUR Porto Rico, 31-26

- Classificação 5º-8º lugar
  - Derrota para o CAN Canadá, 22-26

- Disputa pelo 7º lugar
  - Vitória sobre PUR Porto Rico, 22-21 → 7º lugar